# AnoNet
anoNet è una rete Friend to Friend (F2F) decentralizzata costruita usando programmi router BGP e VPN.
anoNet lavora rendendo difficile conoscere le identità degli altri sulla rete permettendogli di ospitare anonimamente contenuti e servizi IPv4.